# Holmes (Familienname)
Holmes ist der Familienname folgender Personen:

## Herkunft
Holmes ist ein Herkunftsname englischen Ursprungs.

## Namensträger

### A
- Adoniram J. Holmes (1842–1902), US-amerikanischer Politiker
- Adrian Holmes (* 1974), walisisch-kanadischer Schauspieler
- Alex Holmes (Regisseur), britischer Regisseur, Drehbuchautor und Produzent
- Alex Holmes (Footballspieler) (* 1981), US-amerikanischer American-Football-Spieler
- Alex Holmes (Szenenbildner), britischer Szenenbildner
- Alexis Holmes (* 2000), US-amerikanische Leichtathletin
- Alfred Holmes (1837–1876), englischer Geiger und Komponist
- Andrew Holmes (1959–2010), britischer Ruderer
- Andrew Bruce Holmes (* 1943), britisch-australischer Chemiker
- Anna Holmes (* 1969), deutsche Schauspielerin
- Arthur Holmes (1890–1965), englischer Geologe
- Ashton Holmes (* 1978), US-amerikanischer Schauspieler
- Augusta Holmès (1847–1903), französische Komponistin

### B
- Ben Holmes (* 1994), US-amerikanischer Football-Spieler
- Benjamin Holmes (1846–1914), US-amerikanischer Politiker

- Bill Holmes (Eishockeyspieler) (William Orser Holmes; 1899–1961), kanadischer Eishockeyspieler
- Bill Holmes (Fußballspieler) (William Holmes; 1926–2020), englischer Fußballspieler
- Bill Holmes (Radsportler) (William Holmes; * 1936), britischer Radrennfahrer
- Bill Holmes (Schusswaffenkonstrukteur), US-amerikanischer Schusswaffenkonstrukteur und Sachbuchautor
- Billy Holmes (Fußballspieler, 1875) (William Marsden Holmes; 1875–1922), englischer Fußballspieler
- Billy Holmes (Fußballspieler, 1951) (William Gerald Holmes; 1951–1988), englischer Fußballspieler
- Brittany Ashton Holmes (* 1989), US-amerikanische Schauspielerin
- Burton Holmes (1870–1958), US-amerikanischer Fotograf und Dokumentarfilmer

### C
- Carlos Holmes Trujillo (1951–2021), kolumbianischer Politiker
- Carlton Holmes (* 1964), US-amerikanischer Jazzmusiker
- Charles Holmes (1868–1936), englischer Kunsthistoriker und Künstler
- Charles H. Holmes (1827–1874), US-amerikanischer Politiker
- Charlie Holmes (1910–1985), US-amerikanischer Saxophonist
- Chelsea Holmes (* 1987), US-amerikanische Skilangläuferin
- Chris Holmes (* 1958), US-amerikanischer Gitarrist
- Christopher Holmes, Baron Holmes of Richmond (* 1971), britischer Schwimmer und Politiker (Conservative Party)
- Chuck Holmes (1945–2000), US-amerikanischer Filmproduzent und -regisseur
- Cyril Holmes (1915–1996), britischer Leichtathlet

### D
- David Holmes (Politiker) (1769–1832), US-amerikanischer Politiker
- David Holmes (Musiker) (* 1969), nordirischer Musiker und Filmmusikkomponist
- David Holmes (Fußballspieler) (* 1971), englischer Fußballspieler
- David Holmes (Schauspieler) (* 1981), britischer Schauspieler und Stuntman
- Denis Holmes (1921–2013), britischer Schauspieler
- Dennis Holmes (* 1950), US-amerikanischer Schauspieler

### E
- Edwin Holmes (Erfinder) (1820–1901), US-amerikanischer Geschäftsmann und Erfinder
- Edwin Holmes (Astronom) (1838/1839–1918/1919), britischer Astronom
- Edwin R. Holmes (1878–1961), US-amerikanischer Jurist
- Emily Holmes (* 1977), kanadische Filmschauspielerin
- Elias B. Holmes (1807–1866), US-amerikanischer Politiker
- Elizabeth Holmes (* 1984), US-amerikanische Unternehmerin
- Ephraim P. Holmes (1908–1997), US-amerikanischer Admiral
- Ernest Holmes (1887–1960), US-amerikanischer Religionsgründer
- Ernie Holmes (Ernest Lee Holmes; 1948–2008), US-amerikanischer American-Football-Spieler
- Eugene Holmes (1934–2007), US-amerikanischer Opernsänger (Bassbariton)

### F
- Frank Holmes (1885–1980), US-amerikanischer Hoch- und Weitspringer
- Fred Holmes (Baseballspieler) (Frederick Clarence Holmes; 1878–1956), US-amerikanischer Baseballspieler
- Fred Holmes (Tauzieher) (Frederick William Holmes; 1886–1944), britischer Tauzieher
- Fred Holmes (Schauspieler) (1904–1986), US-amerikanischer Schauspieler
- Fred Holmes (Regisseur), US-amerikanischer Filmregisseur und Drehbuchautor
- Frederic L. Holmes (1932–2003), US-amerikanischer Wissenschaftshistoriker

### G
- Gabriel Holmes (1769–1829), US-amerikanischer Politiker
- Geoffrey Holmes (Eishockeyspieler) (1894–1964), britischer Eishockeyspieler
- Geoffrey Holmes (Historiker) (1928–1993), britischer Historiker
- George Holmes (Archivar) (1662–1749), englischer Archivar
- George Holmes (Musiker) (um 1680–1720), englischer Organist und Komponist
- George Holmes (Bischof) (1858–1912), britisch-kanadischer Geistlicher, Bischof von Moosonee
- George Holmes (Fußballspieler) (1892–??), englischer Fußballspieler
- George Holmes (Schauspieler) (1918–1985), US-amerikanischer Schauspieler
- George Holmes (Historiker) (1927–2009), britischer Historiker
- George Holmes (Pokerspieler) (* 1971/1972), US-amerikanischer Pokerspieler
- George Bax Holmes (1803–1887), britischer Paläontologe
- George M. Holmes (George Milton Holmes; 1929–2009), US-amerikanischer Politiker
- Gordon Morgan Holmes (1876–1965), irischer Neurologe
- Graeme Holmes (* 1984), schottischer Fußballspieler
- Greg Holmes (Tennisspieler) (* 1963), US-amerikanischer Tennisspieler
- Greg Holmes (Rugbyspieler) (* 1983), australischer Rugbyspieler

### H
- H. Allen Holmes (Henry Allen Holmes; * 1933), US-amerikanischer Diplomat
- H. H. Holmes (Henry Howard Holmes; 1861–1896), US-amerikanischer Serienmörder
- Hal Holmes (1902–1977), US-amerikanischer Politiker
- Hap Holmes (Harry Holmes; 1892–1941), kanadischer Eishockeytorwart
- Harry Holmes (1896–1986), britischer General und Ehrenpräsident des Esperanto-Weltbundes
- Hayley Holmes (* 1991), US-amerikanische Schauspielerin
- Helen Holmes (1892–1950), US-amerikanische Schauspielerin, Drehbuchautorin, Regisseurin und Filmproduzentin
- Henry Holmes (Komponist) (1839–1905), englischer Komponist, Geiger und Musikpädagoge
- Henry Holmes (Cricketspieler) (1833–1913), englischer Cricketspieler
- Howdy Holmes (* 1947), US-amerikanischer Automobilrennfahrer
- Hugh Holmes (1840–1916), irischer Politiker

### I
- Isaac Holmes (1758–1812), britisch-amerikanischer Siedler in den dreizehn Kolonien
- Isaac E. Holmes (1796–1867), US-amerikanischer Politiker

### J
- J. B. Holmes (John Bradley Holmes; * 1982), US-amerikanischer Golfer
- Jackie Holmes (1920–1995), US-amerikanischer Rennfahrer
- Jacob Holmes (* 1983), australischer Basketballspieler
- Jake Holmes (* 1939), US-amerikanischer Folkmusiker
- James Holmes (Maler) (1777–1860), englischer Maler
- James Holmes (Autor) (1924–1986), niederländischer Autor und Lektor
- James Holmes (Schauspieler), englischer Schauspieler
- James Eagan Holmes (* 1987), US-amerikanischer Attentäter, siehe Amoklauf von Aurora #Täter
- James M. Holmes (* 1957); pensionierter General der US Air Force
- James Holmes-Siedle (1910–1995), britischer Ordensgeistlicher, römisch-katholischer Bischof von Kigoma
- Jean Holmes (* 1940), panamaische Sprinterin
- Jennifer Holmes (* 1955), US-amerikanische Schauspielerin
- Jerome Holmes (* 1961), US-amerikanischer Jurist
- Jimmy „Duck“ Holmes (* 1947), US-amerikanischer Bluesmusiker
- Joe Holmes (* 1963), US-amerikanischer Rockgitarrist
- John Holmes (Politiker, 1773) (1773–1843), US-amerikanischer Politiker (Maine)
- John Holmes (Politiker, 1789) (1789–1876), schottisch-kanadischer Politiker
- John Holmes (Pornodarsteller) (1944–1988), US-amerikanischer Pornodarsteller
- John Holmes (Diplomat) (* 1951), britischer Diplomat
- John Holmes (Rugbyspieler) (1952–2009), englischer Rugbyspieler
- John Bradley Holmes (* 1982), US-amerikanischer Golfspieler, siehe J. B. Holmes
- John Clellon Holmes (1926–1988), US-amerikanischer Dichter und Schriftsteller
- John Edwin Holmes (1809–1863), US-amerikanischer Politiker
- John Haynes Holmes (1879–1964), US-amerikanischer  Pfarrer und Friedensaktivist
- John W. Holmes (1917–2001), Filmeditor
- John Wendell Holmes (1910–1988), kanadischer Diplomat
- Jordan Holmes (* 1997), australischer Fußballspieler
- J. T. Holmes (* 1980), US-amerikanischer Extremskifahrer, Basejumper und Stuntman
- Julia Holmes (* 1980), deutsch-australische Schauspielerin
- Julie Lynn Holmes (* 1951), US-amerikanische Eiskunstläuferin
- Julius C. Holmes (1899–1968), US-amerikanischer Diplomat

### K
- Katie Holmes (* 1978), US-amerikanische Schauspielerin
- Keith Holmes (Botaniker) (W. B. Keith Holmes; * 1933), australischer Paläobotaniker
- Keith Holmes (Boxer) (* 1969), US-amerikanischer Boxer
- Kelly Holmes (* 1970), englische Leichtathletin
- Kenneth Holmes (1934–2021), britisch-deutscher Biophysiker

### L
- Larry Holmes (* 1949), US-amerikanischer Boxer
- Lindell Holmes (* 1957), US-amerikanischer Boxer
- Louise Holmes (1891–1981), Schweizer Landwirtin und Verbandsfunktionärin

### M
- Martin Holmes (1940–2020), britischer Rallye-Journalist, -Buchautor und -Beifahrer
- Mary Anne Holmes (1773–1805), irische Autorin und Dichterin
- Mary Emilie Holmes (1850–1906), US-amerikanische Geologin und Philanthropin
- Marty Holmes (um 1925–2001), US-amerikanischer Jazzpianist und Arrangeur
- Michael Holmes (Politiker) (* 1938), britischer Politiker
- Michael Holmes (Journalist) (* 1960), australischer Nachrichtenmoderator
- Mike Holmes (* 1950), kanadischer Footballspieler
- Milton Holmes (1907–1987), US-amerikanischer Drehbuchautor, Schauspieler und Filmproduzent
- Monty Holmes, US-amerikanischer Countrysänger

### N
- Nick Holmes (Fußballspieler) (* 1954), englischer Fußballspieler
- Nick Holmes (Sänger) (* 1971), englischer Sänger
- Nigel Holmes (* 1942), britischer Grafikdesigner
- Nikola Holmes (* 1981), deutsche Eishockeyspielerin
- Noel-Galway Holmes, irischer Tennisspieler

### O
- Odetta Holmes (1930–2008), US-amerikanische Sängerin, siehe Odetta
- Oliver Wendell Holmes, Sr. (1809–1894), amerikanischer Mediziner und Schriftsteller
- Oliver Wendell Holmes, Jr. (1841–1935), amerikanischer Rechtswissenschaftler

### P
- Pehr G. Holmes (1881–1952), US-amerikanischer Politiker
- Philip Holmes (* 1945), US-amerikanischer Mathematiker und Hochschullehrer
- Phillips Holmes (1907–1942), US-amerikanisch-kanadischer Schauspieler
- Preston L. Holmes (* 1949), US-amerikanischer Filmproduzent

### R
- Rand Holmes (1942–2002), kanadischer Comiczeichner
- Renate Holmes (1929–2022), britische Skirennläuferin
- Richard Holmes (Jazzmusiker) (1931–1991), US-amerikanischer Jazzorganist
- Richard Holmes (Historiker) (* 1945), britischer Historiker
- Richard Holmes (Militärhistoriker) (1946–2011), britischer Offizier und Militärhistoriker
- Richard Holmes (Filmproduzent) (* 1963), britischer Filmproduzent
- Robert Holmes (Admiral) (um 1622–1692), englischer Admiral
- Robert Holmes (Drehbuchautor) (1926–1986), britischer Drehbuchautor
- Robert D. Holmes (1909–1976), US-amerikanischer Politiker (Oregon)
- Robert L. Holmes (* 1935), US-amerikanischer Philosoph und Hochschullehrer
- Roy Anderson Holmes (1951–2013), US-amerikanischer Bischof
- Rupert Holmes (* 1947), britischer Komponist
- Russell Holmes (* 1982), US-amerikanischer Volleyballspieler

### S
- Samuel Jackson Holmes (1868–1964), US-amerikanischer Zoologe
- Santonio Holmes (* 1984), US-amerikanischer American-Football-Spieler
- Sidney T. Holmes (1815–1890), US-amerikanischer Politiker
- Steve Holmes (* 1961), deutscher Pornodarsteller
- Susan Carter Holmes (* 1933), britische Botanikerin
- Stephen Holmes (* 1948), US-amerikanischer Rechtswissenschaftler
- Stuart Holmes (1884–1971), US-amerikanischer Schauspieler
- Sven Erik Holmes (* 1951), US-amerikanischer Jurist

### T
- Taylor Holmes (1878–1959), US-amerikanischer Schauspieler
- Terry Holmes (* 1957), walisischer Rugby-Union-Spieler
- Tcheser Holmes (* um 1990), US-amerikanischer Jazzmusiker
- Theophilus H. Holmes (1804–1880), US-amerikanischer Generalleutnant
- Thomas Holmes, 1st Baron Holmes (1699–1764), englischer Politiker, MP
- Thomas Fraser-Holmes (* 1991), australischer Schwimmer
- Thomas Holmes (Fußballspieler) (* 2000), englischer Fußballspieler
- Tina Holmes (* 1973), US-amerikanische Schauspielerin
- Tom Holmes (Fußballspieler, 1880) (John Thomas Holmes; 1880–??), englischer Fußballspieler
- Tom Holmes (Fußballspieler, 2000) (Thomas Richard Holmes; * 2000), englischer Fußballspieler
- Tommy Holmes (1917–2008), US-amerikanischer Baseballspieler
- Tomuke Ebuwei-Holmes (* 1976), US-amerikanische Handballspielerin

### U
- Urban Tigner Holmes, Jr. (1900–1972), US-amerikanischer Romanist und Mediävist
- Uriel Holmes (1764–1827), US-amerikanischer Politiker

### V
- Victoria Holmes (* 1971), britische Schriftstellerin

### W
- Wally Holmes (1925–2009), englischer Rugby-Union-Spieler
- William Holmes (General) (1862–1917), australischer Generalmajor
- William Holmes (Filmeditor) (1877–1946), US-amerikanischer Filmeditor
- William Brian Keith Holmes (* 1933), australischer Paläobotaniker, siehe Keith Holmes (Botaniker)
- William Henry Holmes (1846–1933), US-amerikanischer Anthropologe, Archäologe und Geologe
- Winston Holmes (1879–1946), US-amerikanischer Bluessänger und Musikproduzent

### Fiktive Figuren
- Sherlock Holmes, Romanfigur von Arthur Conan Doyle
- Mycroft Holmes, Bruder von Sherlock Holmes, siehe Figuren der Sherlock-Holmes-Erzählungen#Mycroft Holmes